# Берлинская высшая школа музыки имени Эйслера
Берлинская высшая школа музыки имени Эйслера (нем. Hochschule für Musik „Hanns Eisler“ Berlin) — государственная консерватория, расположенная в Берлине.
Была учреждена в 1949 году Министерством народного образования ГДР в связи с тем, что прежние высшие музыкальные учебные заведения Берлина остались в его западном секторе, и открылась для занятий в 1950 году. Имя Ханса Эйслера, преподававшего в ней, было присвоено Высшей школе музыки после его смерти в 1964 году. Первым руководителем консерватории стал Георг Кнеплер, среди профессоров первого состава было несколько заметных музыкантов — в частности, Рудольф Вагнер-Регени и Карл Адольф Мартинсен. В 1953 году. в консерватории было открыто отделение режиссуры музыкального театра, в 1965 году при консерватории открылась средняя специальная музыкальная школа (с 1991 года Гимназия имени Карла Филиппа Эммануэля Баха). В 2005 году Высшая школа музыки имени Эйслера и Берлинский университет искусств совместно учредили Берлинский институт джаза.

## Ректоры
- Георг Кнеплер (1950—1959)
- Эберхард Реблинг (1959—1971)
- Дитер Цехлин (1971—1982)
- Олаф Кох (1982—1986)
- Эрхард Рагвиц (1986—1989)
- Рут Цехлин (1990)
- Аннерозе Шмидт (1990—1995)
- Кристоф Поппен (1995—2000)
- Кристхард Гёсслинг (2000—2008)
- Йорг Петер Вайгле (2008—2012)
- Штефан Виллих (2012—2014)

## Известные преподаватели
- Андре Азриель
- Рудольф Вагнер-Регени
- Давид Герингас
- Вилли Деккер
- Томас Квастхофф
- Гюнтер Кохан
- Борис Пергаменщиков
- Табеа Циммерман

## Известные выпускники
- Соль Габетта
- Йохен Ковальский
- Зигфрид Матус
- Анна Прохазка
- Иоханнес Мария Штауд
- Жанна Ю
- Сергей Малов
- Ольга Перетятько
- Мартин Тодшаров